# Dietzhölztal
Dietzhölztal è un comune tedesco di 5 611 abitanti situato nel land dell'Assia.